# Hovs distrikt, Skåne
Hovs distrikt är ett distrikt i Båstads kommun och Skåne län. 
Distriktet ligger vid kusten, nordväst om Båstad.

## Tidigare administrativ tillhörighet
Distriktet inrättades 2016 och utgörs av socknen Hov i Båstads kommun.
Området motsvarar den omfattning Hovs församling hade 1999/2000.